# Miho Hamada
Miho Hamada, född 1947, är en japansk före detta bordtennisspelare och världsmästare i dubbel
Hon spelade sitt första VM 1969 och fyra år senare, 1973, sitt sista. Under sin karriär tog hon fyra medaljer i bordtennis-VM 1 guld och 3 brons.

## Meriter
- Bordtennis VM
  - 1969 i München
    - 3:e plats singel

  - 1971 i Nagoya
    - 3:e plats dubbel (med Yukiko Kawamorita)

  - 1973 i Sarajevo
    - 1:a plats dubbel (med Maria Alexandru)
    - 3:e plats med det japanska laget

- Asiatiska mästerskapen TTFA
  - 1970 i Nagoya
    - 3:e plats singel
    - kvartsfinal dubbel
    - kvartsfinal mixed dubbel
    - 2:a plats med det japanska laget

  - 1972 i Beijing
    - kvartsfinal singel
    - kvartsfinal dubbel
    - kvartsfinal mixed dubbel
    - 2:a plats med det japanska laget